# Stylogyne bracteolata
Stylogyne bracteolata är en viveväxtart som först beskrevs av Cyrus Longworth Lundell, och fick sitt nu gällande namn av J.J. Pipoly. Stylogyne bracteolata ingår i släktet Stylogyne och familjen viveväxter. Inga underarter finns listade i Catalogue of Life.